# توری‌کاری
انجام تزئینات گوناگون توری شکل با سنگ و چوب و گچ در معماری گوتیک را توری‌کاری می‌نامند.

## نگارخانه

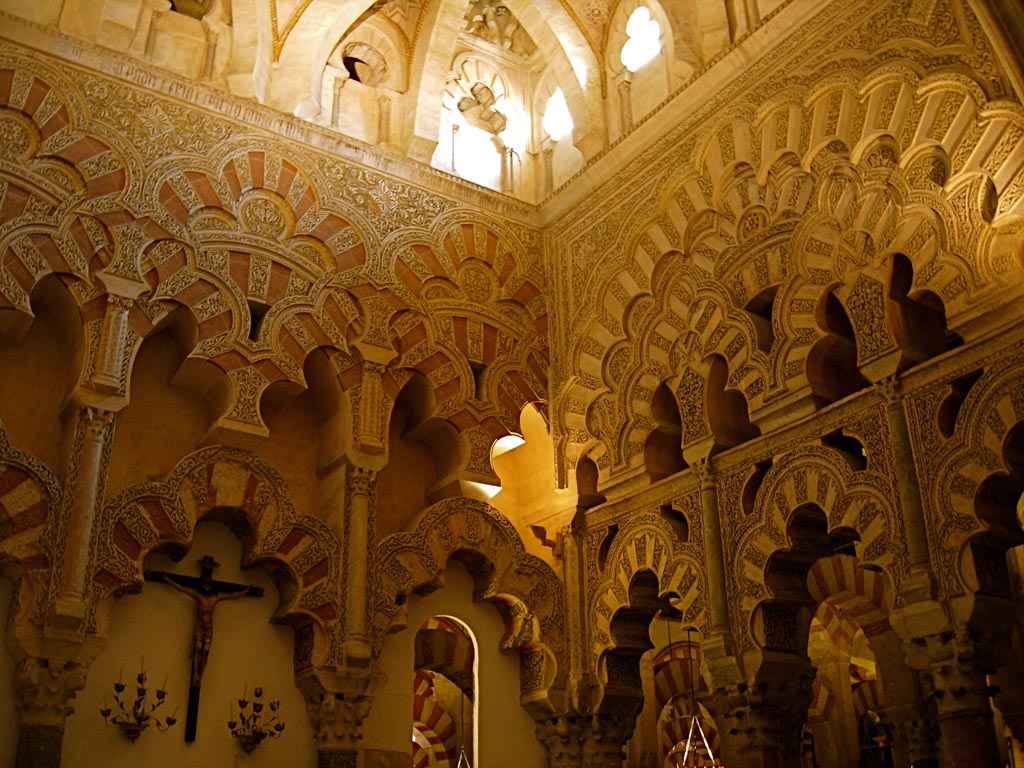
قوس در مسجد قرطبه کوردوبا
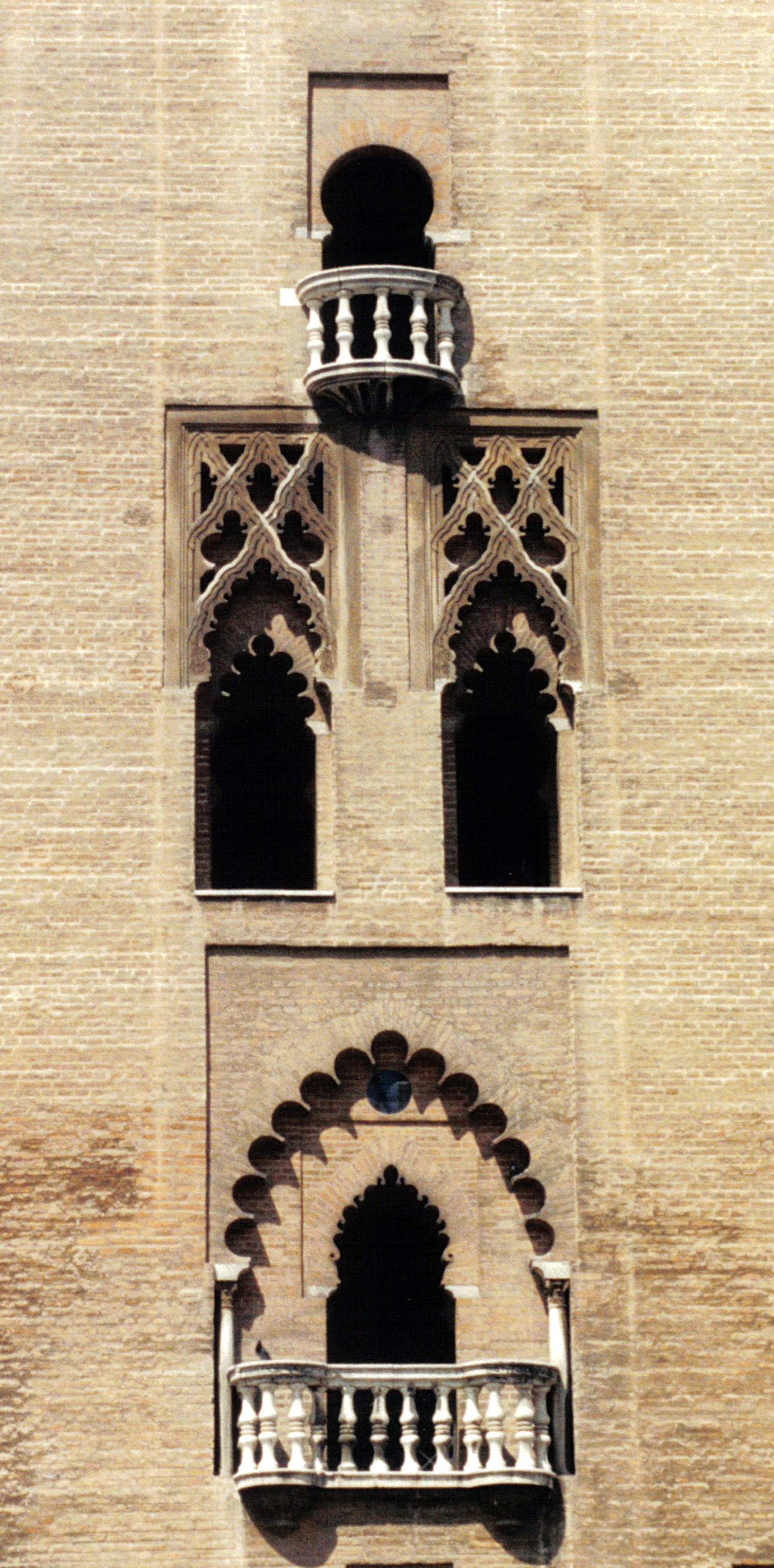
ژیرالدا در سویل
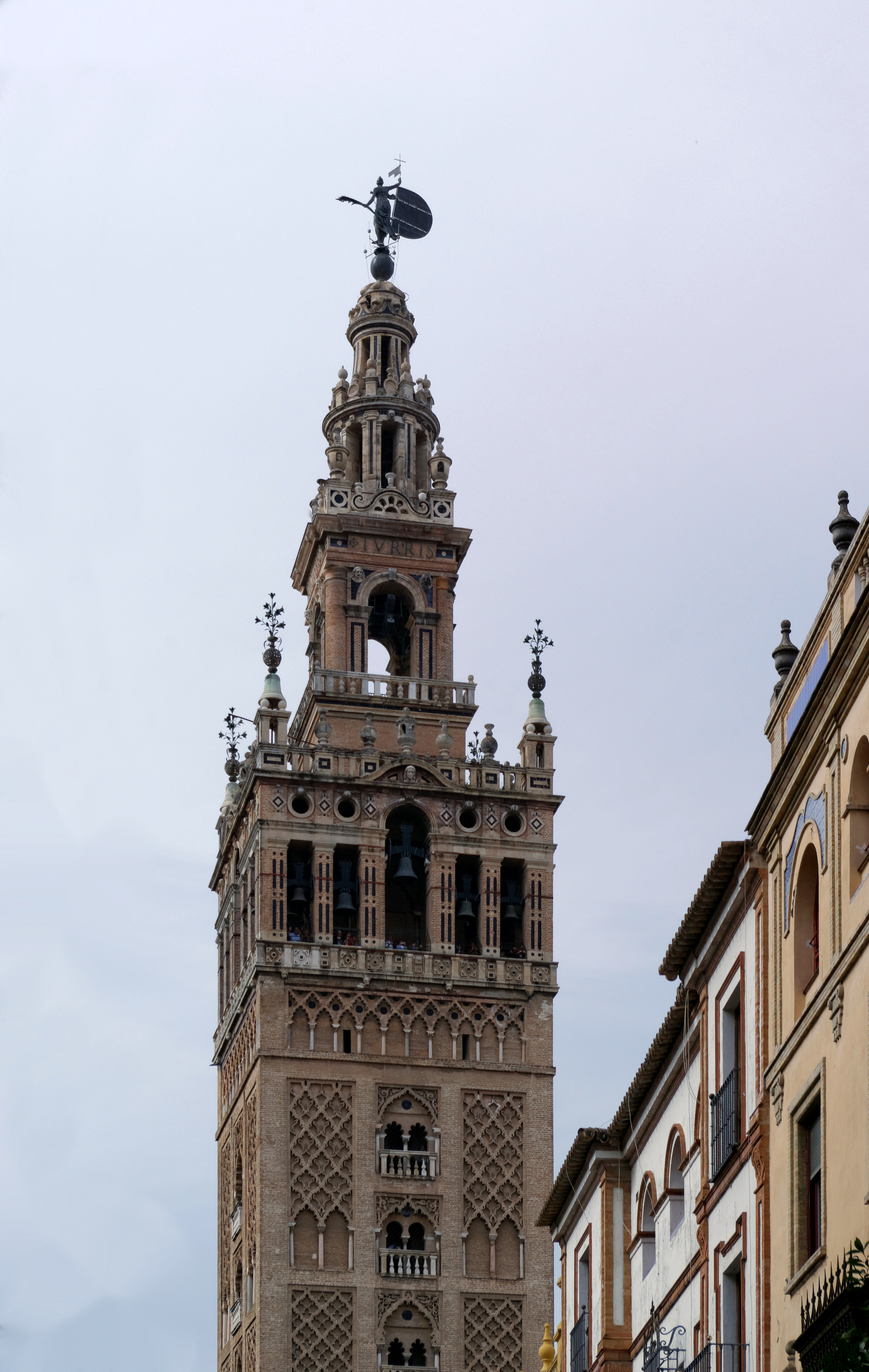
ژیرالدا در سویل
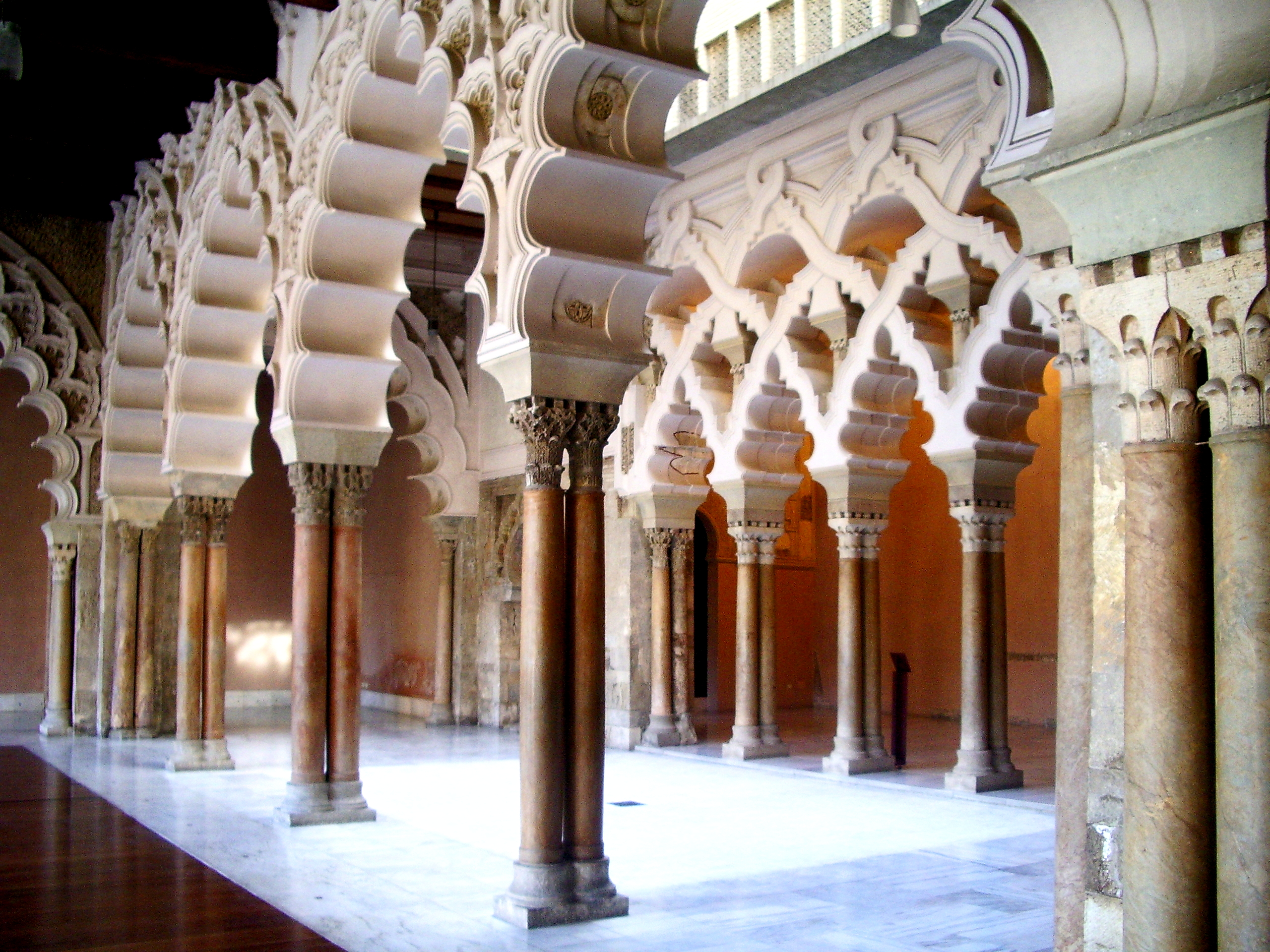
طاق در الجعفریه از ساراگوسا
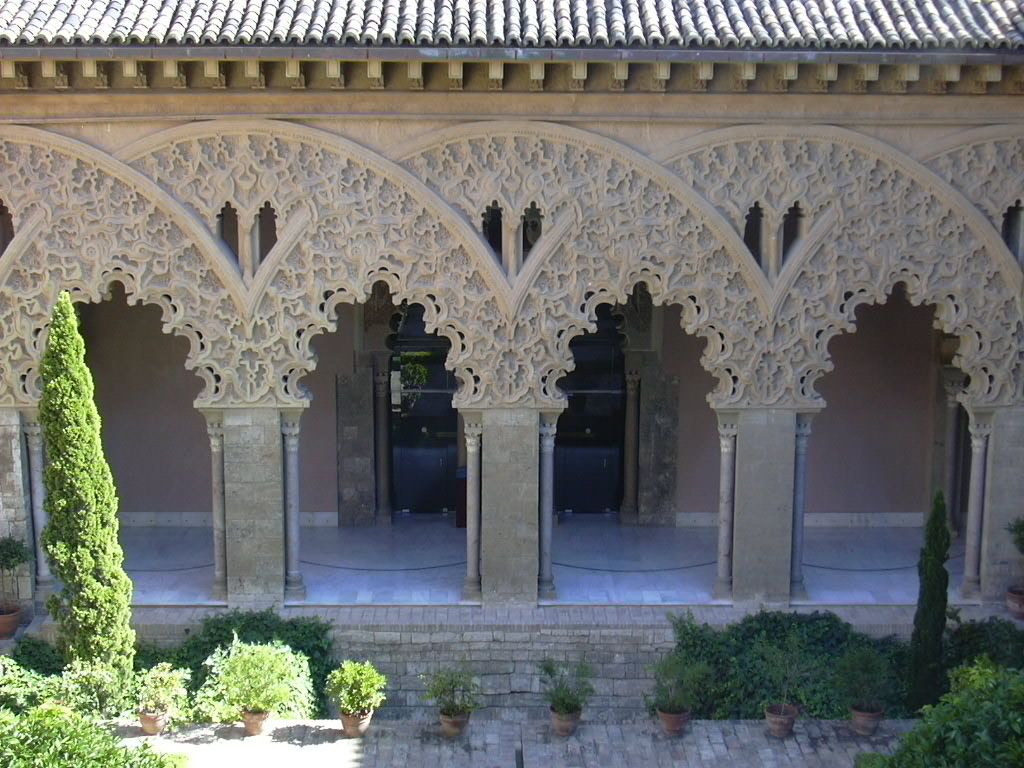
طاق در الجعفریه از ساراگوسا
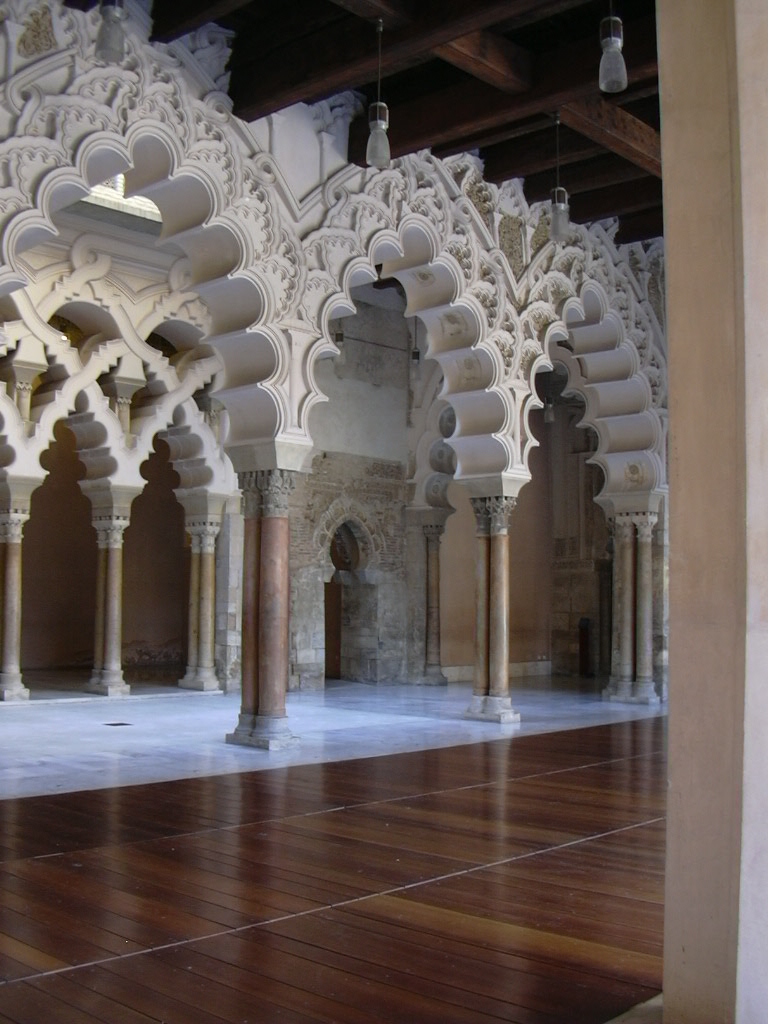
طاق در الجعفریه ساراگوسا
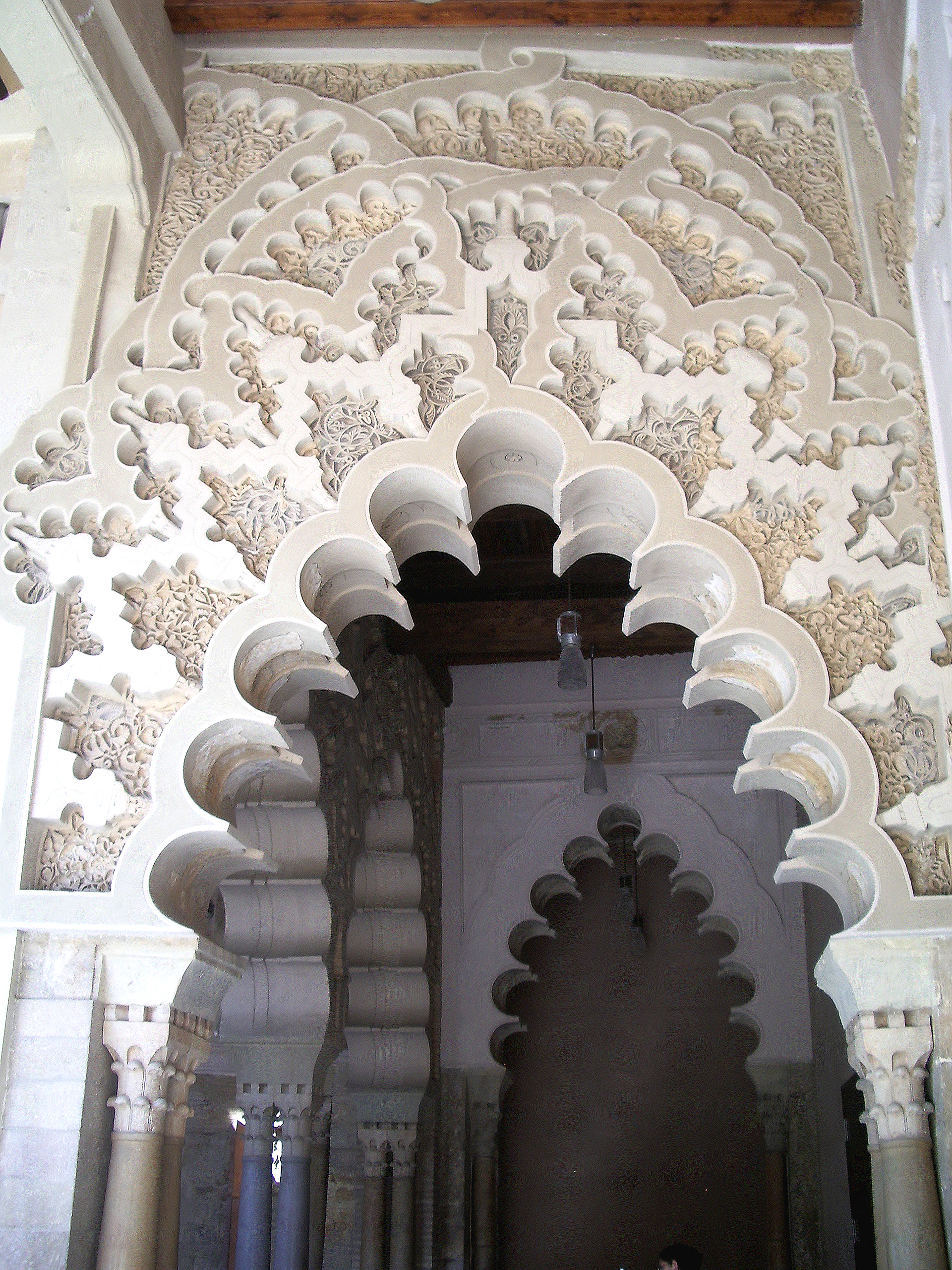
طاق‌ها در الجعفریه از ساراگوسا